# Makenzie Vega
Makenzie Jade Vega Norfolk (Los Ángeles, California, 10 de febrero de 1994) es una actriz de cine y televisión estadounidense de origen colombiano. Es conocida por su papel de Grace Florrick en The Good Wife. Es actriz desde 1999 y es hermana menor de Alexa PenaVega.

## Carrera
En 2000, fue elegida para interpretar a Annie, la hija mayor de los Campbell en The Family Man. Al año siguiente, Vega fue vista de nuevo interpretando a Chloe en Made, protagonizada por Vince Vaughn, Jon Favreau y Famke Janssen. En 2004, interpretó a Diana Gordon, la hija del Dr. Gordon (Cary Elwes) y Alison Gordon (Monica Potter) en la película de terror Saw. Ese mismo año interpretó a Sal en la película Chestnut. También apareció como Nancy Callahan cuando era niña en Sin City.
Vega entonces apareció en Just My Luck, protagonizada por Lindsay Lohan. También apareció en la película X-Men: The Last Stand como Prison Truck Little Girl, donde fue una de las formas que el personaje de Mystique tomó, como un ardid fallido para engañar a los guardias para que la dejaran irse. Apareció como Becca en la Temporada 3, Episodio 9 de Ghost Whisperer (Entre Fantasmas en Latinoamérica y Almas Perdidas en España). Interpretó a Grace, la hija de Alicia Florrick (Julianna Margulies), en la serie dramática de CBS, The Good Wife.

## Vida privada
Vega nació en Los Ángeles, California de padre colombiano y madre estadounidense. Ella es la hermana menor de la también actriz, Alexa PenaVega.
Makenzie asistió a la Academia Dominicana, una organización privada de escuelas para niñas católicas, en el Upper East Side, hasta junio de 2012. En febrero de 2017 contrajo matrimonio con el modelo australiano Blair Norfolk, con quien reside actualmente en Melbourne, Australia.

## Filmografía
| Año         | Película                 | Rol                      |
| ----------- | ------------------------ | ------------------------ |
| 1999        | La doctora Quinn         | María                    |
| 2000        | The Family Man           | Annie Campbell           |
| 2000 – 2001 | The Geena Davis Show     | Eliza Ryan               |
| 2001        | Made                     | Chloe                    |
| 2004        | Saw                      | Diana Gordon             |
| 2004        | Chestnut                 | Salt                     |
| 2005        | Sin City                 | Joven Nancy Callahan     |
| 2006        | Just My Luck             | Katy Hardin              |
| 2006        | X-Men: The Last Stand    | Prison Truck Little Girl |
| 2007        | Entre mujeres            | Paige Hardwicke          |
| 2007        | Ghost Whisperer (T3 -E9) | Becca Cahill             |
| 2009        | ER                       | Vera                     |
| 2009 – 2016 | The Good Wife            | Grace Florrick           |
| 2014        | The Assault              | Sam                      |
| 2018        | 13 Reasons Why           | Sarah                    |